# 2014년 서울국제실험영화페스티벌
제11회 서울국제실험영화페스티벌은 2014년 8월 28일에 열린 시상식이다.

## 수상 및 후보

### BEST EXiS AWARD
- 어둠의, 크리스탈 - 마이클 A. 로빈슨 수상

### KOREAN EXiS AWARD
- 사쿠라, 울리다 - 채경훈 수상

### Jungwoon AWARD
- 일련의 생각 - 이현택 수상

### 국제경쟁
- 야만의 땅 - 예르반트 지아니키안 외 1명
- 카탈로그 - 다나 베르만 더프
- 코다 I & II - 피터 기달
- 부서진 말 - 모니카 사비론
- 긴자 스트립 - 리차드 투오이
- 토지 - 진 리오타
- 브림스톤 라인 - 크리스 케네디
- 크렘 21 - 이브 헬러
- 봄 - 나다니엘 도어스키
- 보여지지 않는 방법 - 히토 스테옐
- 컷 - 크리스토프 지라데 외 1명
- 어둠의, 크리스탈 - 마이클 A. 로빈슨
- 야, 멍청아! - 톰 앤더슨
- 평행 - 하룬 파로키
- 신호를 찾을 수 없음 - 페테르 리히터
- 꿈 - 파트릭 보카노프스키
- 폐허의 운(韻) - 탕 궈
- 시대의 파도 - 윌리엄 라반
- 원티 - 로리 프루보스트

### 국내경쟁
- 프레임 워크 - 전하영
- 애도일기 - 허영지
- 글라이더 - 전준혁
- 허공꽃 - 서보형
- 사쿠라 울리다 - 채경훈
- 삐 소리가 울리면 - 김경만
- 칼리스토 - 문유진
- 카스타 디바 - 황선숙
- 일련의 생각 - 이현택
- 온 보드 - 서원태
- 디지털 랜드스케이핑 - 고상석
- 장(場) - 이면
- 오름투어 - 민환기
- A Story of Elusive Snow - 박민하

### 엑스-초이스
- 이것은 파이프가 아니다.(현대미술에 관한 영화) - 마르셸 브로타스
- 오드 콜로뉴 - 마르셸 브로타스
- 달 - 마르셸 브로타스
- 테스트 선생 - 마르셸 브로타스
- 물고기를 위한 프로젝트(어떤 영화를 위한 프로젝트) - 마르셸 브로타스
- 쾰른에서의 범죄 - 마르셸 브로타스
- 풍자적 파이프 - 마르셸 브로타스
- 영원의 순간(샤를 보들레르의 생각을 따라서) - 마르셸 브로타스
- 겨울 정원(ABC) - 마르셸 브로타스
- 연습 - 마르셸 브로타스
- 샤를 보들레르의 영화 - 마르셸 브로타스
- 샤를 보들레르의 영화(세계 정치지도 혹은 의미 체계) - 마르셸 브로타스
- 베를린 혹은 크림과 함께 하는 꿈 - 마르셸 브로타스
- 워털루 전투 - 마르셸 브로타스
- 시계의 비밀(쿠르트 슈비테스에게 경의를 표하는 영화적 시) - 마르셸 브로타스
- 비(텍스트를 위한 프로젝트) - 마르셸 브로타스
- 마지막 여행 - 마르셸 브로타스
- 여우와 까마귀(라퐁텐에 따라서) - 마르셸 브로타스
- 독 스타 맨 - 스탠 브래키지

### 엑스-레트로
- 달 - 이토 타카시
- 비너스 - 이토 타카시
- 미라의 꿈 - 이토 타카시
- 그림 - 이토 타카시
- 유령 - 이토 타카시
- 드릴 - 이토 타카시
- 박스 - 이토 타카시
- 천둥 - 이토 타카시
- 스페이시 - 이토 타카시
- 무브먼트 3 - 이토 타카시
- 스크류 - 이토 타카시

### 인디 비주얼
- 비극경연대회 - 구동희
- 과적된 메아리 - 구동희
- 정전기와 실뜨기 - 구동희
- 대어 - 구동희
- 그리고 우린 모두 빛날 것이다 - 마이클 A. 로빈슨
- 태양을 넘어선 승리 - 마이클 A. 로빈슨
- 치키티타와 가벼운 도피 - 마이클 A. 로빈슨
- 당신은 내게 꽃을 가져오지 않았지 - 마이클 A. 로빈슨
- 이 망치는 우리를 해치지 않는다. - 마이클 A. 로빈슨
- 빛의 정차 - 마이클 A. 로빈슨
- 어둠의, 크리스탈 - 마이클 A. 로빈슨
- 바론 - 에드가 페라
- 리얼리티 터널 - 에드가 페라
- 탈출 안내서 - 에드가 페라
- 우리의 신념 - 에드가 페라
- 카시아노의 도시 - 에드가 페라
- 노동해방? - 에드가 페라
- SWK4 - 에드가 페라
- 카메라-인간의 불운 - 에드가 페라
- 4월 25일 - 민주주의를 위한 모험 - 에드가 페라
- 어차피 - 에드가 페라

### 랩 프로그램
- 두 가지 것 - 이자벨 드헤이
- 하루, 한 바퀴 - 토마스 차타드
- 시두스, 프시타쿠스 - 줄리앙 퀜텔
- 전투 - 줄리앙 퀜텔 외 1명
- 심연의 #1 - 빈센트 풀라
- 흔적 #2 - 도로 - 오렐리 페르세볼트 외 1명
- 그 사이 - 오렐리 페르세볼트
- 하나 - 안토니 르드로아
- 지속 - 윌 파이퍼
- 아날로지 - 윌 파이퍼
- 베이징 1988 - 로즈 로더
- 타마스 - 마이네 루이
- 여행 - 캐롤 티보
- 색 분리 - 크리스 웰스비
- 12번의 폭발 - 요한 루프
- 알파벳 가르치기 - 폴커 슈라이너
- 스타 가든 - 스탠 브래키지
- 리: 자연의 패턴 - 존 네이슨 캠벨
- 날 것의 영화 - 빌헬름 헤인 외 1명
- 올 오버 - 임마뉴엘 레프랑
- 선셋 대로 - 토마스 코르스칠
- 감정의 시대 - 조혜정 외 1명
- 하늘을 보다 - 김우진
- 도시공원 - 전우진
- The Time Leap - 김레나
- 바다 - 차미혜
- 달구경 - 조인한
- OFF/ON Practice - 이장욱
- 개가 서쪽을 바라보면 꼬리는 동쪽 - 유병서 외 1명
- 열화, 일기 - 백경민
- 살아있는 필름 - 김령은
- 비밀 - 최경민
- 너는 시 - 정혜원
- 내 몸은 깜빡이고 나는 가끔 너의 꿈을 꾼다 - 곽소진
- 컷과 컷 사이를 지나가는 소녀 - 김다연
- 주차장 코러스 - 박경룡
- 순조 - 우주인

### 아시아 포럼
- 옛날 옛적에 - 멜초르 바카니
- 아르스 콜로니아 - 라야 마틴
- 녹슨 필름 - 세사르 에르난도 외 2명
- 매우 특별한 사물들의 밤 - 존 토레스
- 다르나: 집어 삼킬 수 없는 심장, 돌 - 존 라잠
- 수수께끼: 어떤 남자의 외침 - RJ 레이란
- 정보의 반연대기적 변환 - 테드 에르미타뇨
- 영원 - 레이몬드 레드
- 드로가! - 미코 레베르자
- ABCD - 록스리
- 책들 - 루이 퀴리노
- 영부인과 영애(令愛) 자르기 - 야손 바날
- 필리피나스 - 레지벤 로마나
- 클래스 픽처 - 티토 & 티토
- 악(惡)의 교향곡 - 야손 바날
- 아니토 - 마샤 아티엔자
- 달은 우리 것이 아니다 - 존 라잠
- 필리핀 군도에서의 복싱 - 라야 마틴
- 자니 크롤 - 록스리
- 타위드구톰 - 존 토레스